# Luca Vajda
Luca Vajda (ungarisch: Vajda Luca; * 19. September 1996 in Nyíregyháza) ist eine ungarische Handball- und Beachhandballspielerin. Ihre Position ist der Rückraum Mitte. Sie gehört der Ungarischen Beachhandball-Nationalmannschaft der Frauen an.

## Hallenhandball
Ab 2009 spielte Vajda für Kölcsey DSE Nyíregyháza. 2012 wechselte sie zu DVSC KKFT, 2015 zu Érd NK, 2017 zu Szent István SE und 2019 zu Komárom VSE. 2016/17 hatte sie auch ein Zweitspielrecht bei Szent István SE. Bis einschließlich der Saison 2016/17 hat sie in verschiedenen Altersklassen in der ersten und zweiten ungarischen Nachwuchsliga gespielt. 2014/15 gab sie ihr Debüt bei den Frauen in der Zweiten Liga, 2015 für Érd in der ersten Liga. Zum Ende der Saison 2018/19 hatte sie 40 Erst- und mehr als 90 Zweitligaspiele bestritten, seitdem spielt sie in der dritten Liga. In der Saison 2016/17 bestritt sie zudem sechs Spiele im EHF-Pokal, wo sie mit Érd unter anderem gegen den späteren Sieger GK Rostow am Don und den deutschen Vertreter SG BBM Bietigheim spielte und in der Gruppenphase ausschied. In ihren beiden Jahren bei Érd wurde sie mit der Mannschaft jeweils Dritte der ungarischen Meisterschaft. 2016 stand sie mit Érd im Pokalfinale, wo sie allerdings Győri ETO KC unterlag.

## Beachhandball
Vajda begann vergleichsweise spät mit dem Beachhandball. Sie durchlief weder eine der erfolgreichen Jugend-/Juniorinnen-Nationalmannschaften Ungarns, noch spielte sie unter dem langjährigen „Mastermind“ des Sports, János Gróz, bei Multichem Szentendrei NKE.

### Nationalmannschaft

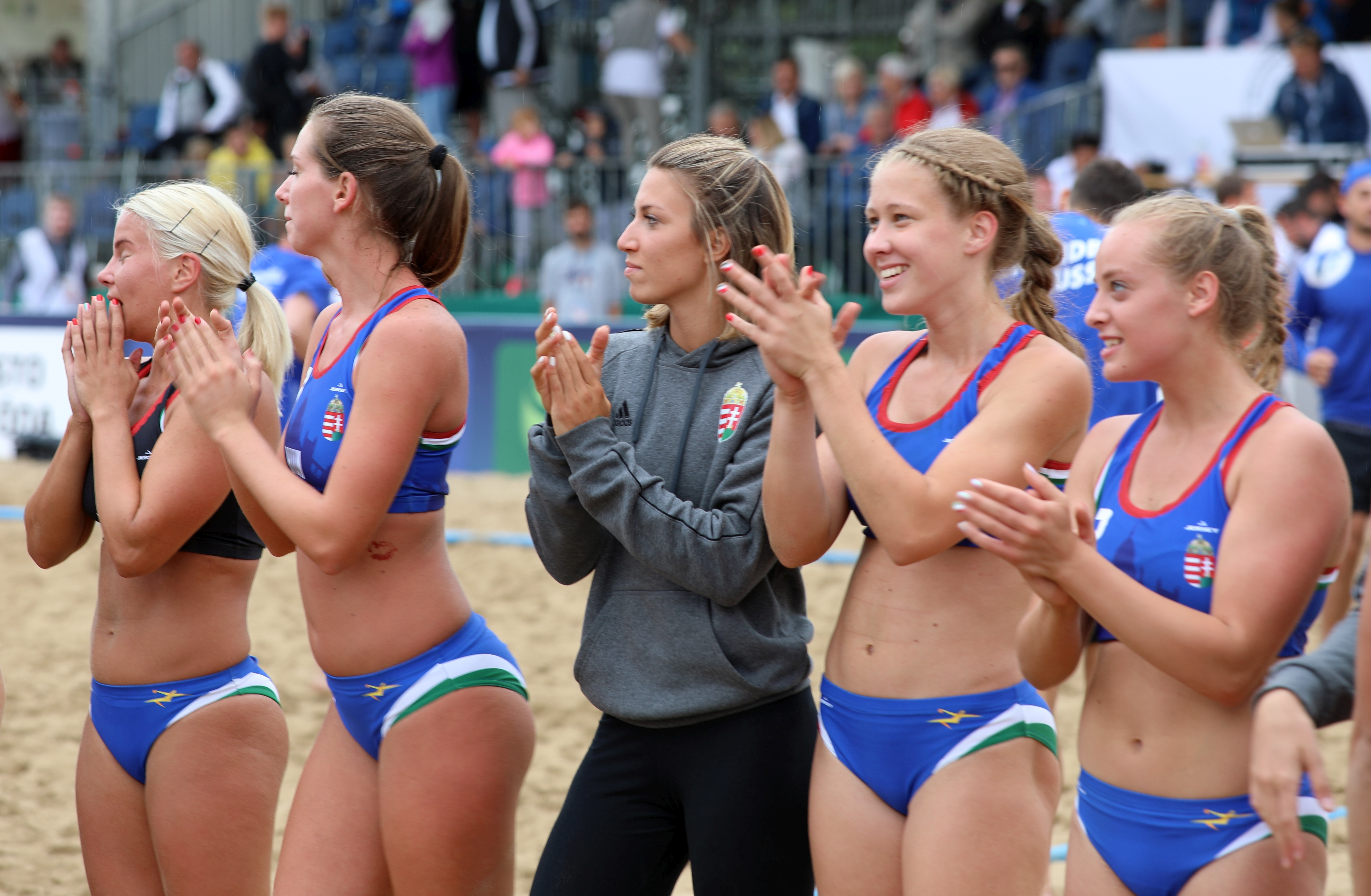
Luca Vajda (im Trainingsanzug) feiert mit ihren Mannschaftskameradinnen Renáta Csiki, Evelin Speth, Rebeka Benzsay und Réka Király (von links) nach dem Sieg über die Niederlande den Einzug in das Finale der Europameisterschaften 2019

Die Nationalmannschaftskarriere Vajdas begann mit der Berufung in den Kader der Europameisterschaften 2019 in Stare Jabłonki, Polen. Zu den weiteren Debütantinnen zählte ihre Vereinskameradin Evelin Speth, die eine ähnliche Entwicklung gegangen war, sowie die Bronzemedaillengewinnerinnen der Olympischen Jugend-Sommerspiele des Vorjahres in Buenos Aires, Gréta Hadfi, Réka Király und Gabriella Landi. Gegen Polen, Frankreich, Portugal und Zypern konnten alle Spiele der Vorrunde gewonnen werden. Weitaus weniger gut verliefen die Spiele der Hauptrunde. Alle drei Spiele gegen Kroatien, die Niederlande und Norwegen gingen verloren. Bis hier hin kam Vajda in allen sieben Spielen der Vor- und Hauptrunde zum Einsatz. Von den drei weiteren Spielen bestritt sie keines mehr. Als Viertplatzierte der Hauptrunde konnte sich Ungarn gerade so in das Viertelfinale retten. Dort wurde Spanien im Shootout besiegt. Im Halbfinale gelang die Revanche gegen die Niederlande und Ungarn zog in das Finale gegen Dänemark ein. Dort wurde der erste Satz klar verloren. Im zweiten Durchgang hingegen war das Spiel sehr ausgeglichen. Sekunden vor Schluss gelang Rebeka Benzsay der Ausgleich für Ungarn. Während sich schon fast alle auf eine Fortsetzung des Durchgangs und ein Golden Goal eingestellt hatten, gelang Dänemark durch Ann Cecilie Møller mit einem letzten Angriff in der Schlusssekunde der Siegtreffer. In sieben Spielen erzielte Vajda 25 Punkte.
Es folgten die World Beach Games 2019 in ar-Rayyan, Katar, für die sich Ungarn mit dem guten Abschneiden bei den Europameisterschaften qualifizieren konnte. In der Vorrunde verlor Vajda mit der ungarischen Mannschaft gegen Brasilien, Argentinien und Dänemark, schlagen konnte sie die USA und Tunesien. Im Viertelfinale schlug Ungarn den Sieger der weiten Vorrundengruppe und amtierenden Weltmeister Griechenland in zwei engen Sätzen. Vajda erzielte in diesem Spiel den Siegtreffer. Im Halbfinale traf Ungarn auf die Überraschungsmannschaft des Turniers, die Vietnamesinnen, die zuvor die amtierenden Sieger der Südamerikanischen Beachgames aus Argentinien schlagen konnten. Vietnam konnte deutlich geschlagen werden. Im Finale traf Ungarn einmal mehr auf Dänemark, das dieses Mal in zwei sehr knappen Durchgängen das Turnier für sich entscheiden konnte. Vajda war eine der ungarischen Schlüsselspielerinnen bei diesem Erfolg.

### Vereinsebene
Seit 2019 spielt Vajda für den ungarischen Spitzen-Beachhandball-Verein OVB Beach Girls. Mit der Mannschaft gewann sie 2020 den ungarischen Pokal gegen Szentendrei NKE, wenig später unterlagen sie dieser Mannschaft im Finale bei der ungarischen Meisterschaft.

## Erfolge

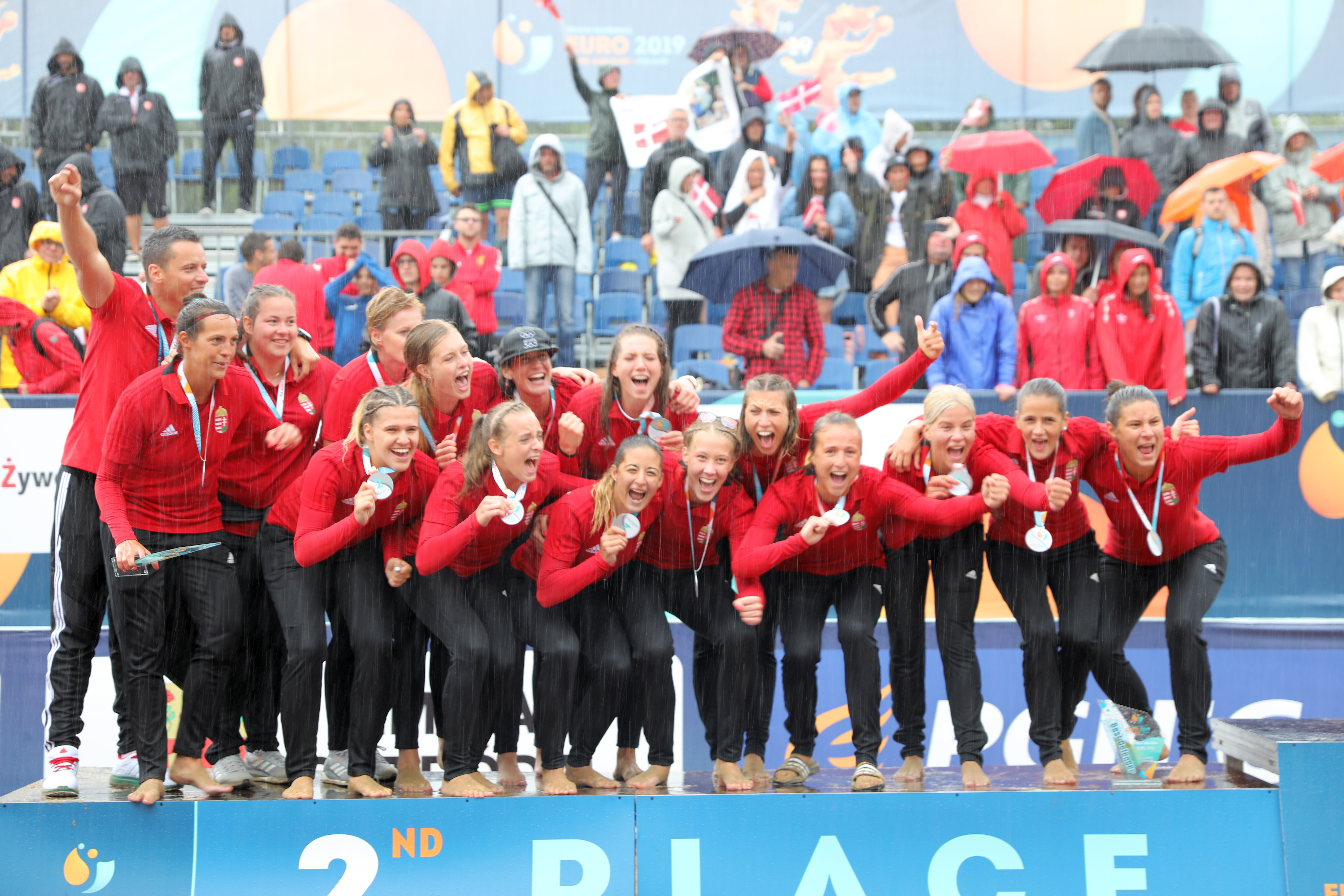
Die ungarischen Mannschaft bei der Siegerehrung der Europameisterschaften 2019

| World-Beach-Games - 2019 Beachhandball-Europameisterschaften - 2019 | Ungarischer Beachhandball-Pokal - 2020 |

## Einzelbelege
1. ↑  https://keziszovetseg.hu/v2h/013/004/p_004.asp?p_merkozes_kod=26703&p_merkozes_kod_evad=3&p_kezilabda__evad_kod=0
2. ↑  European Handball Federation - 2019 Women's ECh Beach Handball / Final Tournament. Abgerufen am 18. November 2020 (englisch).
3. ↑  Qatar 2019 – Day 4: Women’s Review | IHF. Abgerufen am 11. Dezember 2020.
4. ↑  Vajda hails Doha World Beach Games. Abgerufen am 11. Dezember 2020 (englisch).
5. ↑  Strandkézilabda 2020. 07. 14. 07:47 Megosztom: Ezúttal a második hely jutott Vajda Lucáéknak. In: SZON. Abgerufen am 11. Dezember 2020 (ungarisch).

| Personendaten    | Personendaten                                   |
| ---------------- | ----------------------------------------------- |
| NAME             | Vajda, Luca                                     |
| KURZBESCHREIBUNG | ungarische Handball- und Beachhandballspielerin |
| GEBURTSDATUM     | 19. September 1996                              |
| GEBURTSORT       | Nyíregyháza                                     |